# Fatmir
Fatmir  è un nome proprio di persona albanese maschile.

## Varianti
- Femminili: Fatmire[1]

## Origine e diffusione
Si basa sul vocabolo albanese fatmirë, che vuol dire "fortunato"; è quindi analogo per significato ai nomi Iqbal, Bakhtiar, Sa'id, Fortunato ed Eutichio.

## Onomastico
Il nome non è portato da alcun santo, quindi è adespota, e l'onomastico ricade il 1º novembre in occasione di Ognissanti.

## Persone
- Fatmir Çaça, calciatore albanese

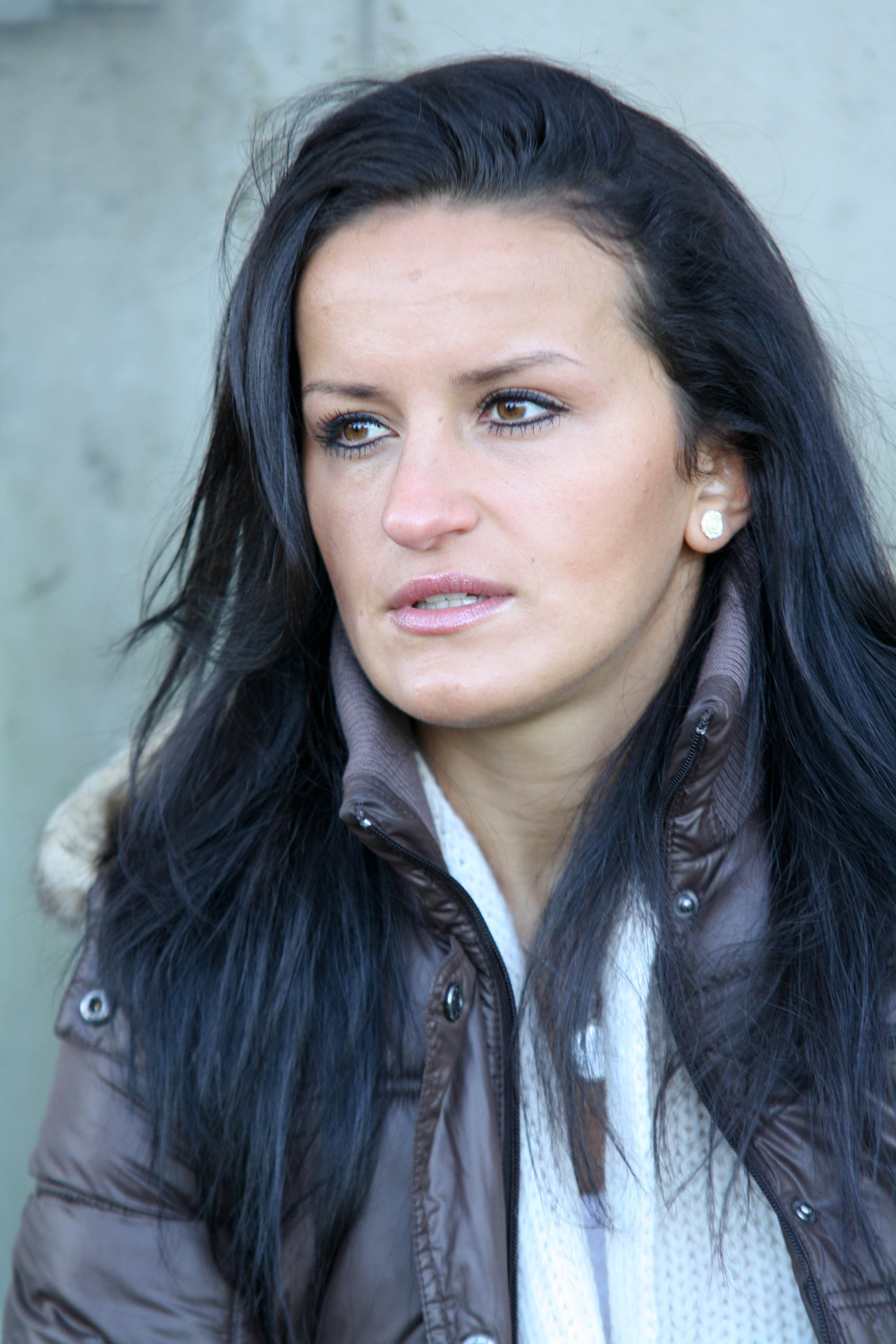
Fatmire Alushi

- Fatmir Hysenbelliu, calciatore albanese
- Fatmir Limaj, militare e politico kosovaro
- Fatmir Sejdiu, politico kosovaro
- Fatmir Vata, calciatore albanese

### Variante femminile Fatmire
- Fatmire Alushi, calciatrice tedesca